# Nouvelle Maison de Radio-Canada
La nouvelle Maison de Radio-Canada est le siège social actuel de la société Radio-Canada à Montréal, achevé en 2020.
Le bâtiment remplace et est situé à côté de l'ancien siège, le gratte-ciel Maison de Radio-Canada.

## Histoire
Vers 2015, la direction de Radio-Canada a fait part de son intention de rénover le site et de vendre ses terrains de stationnement à des promoteurs privés afin de restaurer le quartier. En outre, le nouvel aménagement permettrait de rétablir le réseau de rues à travers le site, après la destruction, dans les années 1960, d'un quartier ouvrier connu sous le nom de Faubourg à m'lasse pour faire place au complexe de Radio-Canada. En mai 2015, le projet a été arrêté.

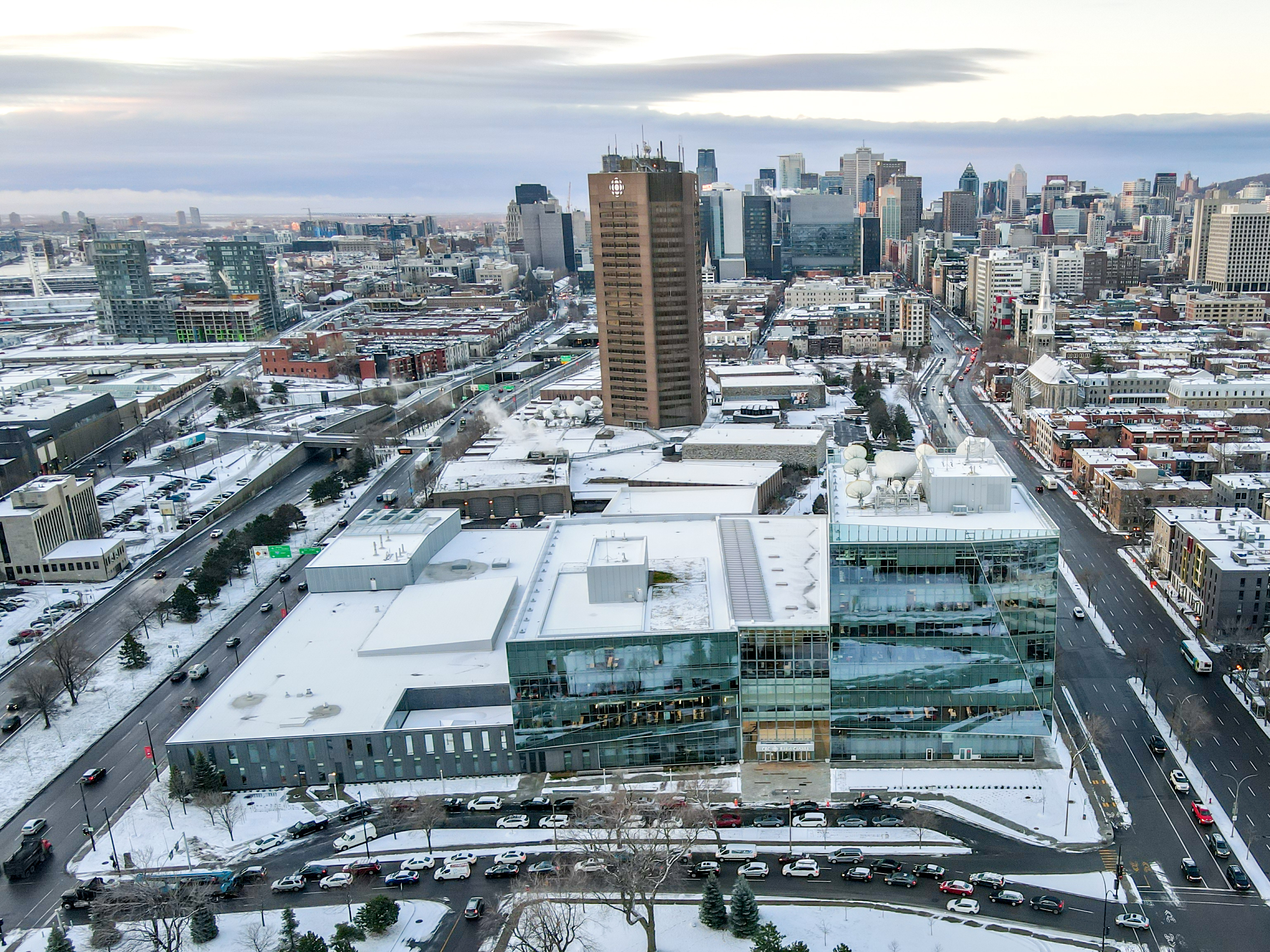
La nouvelle Maison au premier plan avec le bâtiment précédent à l'arrière, en décembre 2020.

À la fin de l'année 2015, il est annoncé que Radio-Canada désirait vendre la Maison de Radio-Canada et désirait s'installer ailleurs à Montréal, potentiellement au centre-ville de Montréal, dans le quartier des spectacles. Finalement après de nombreuses objections de la part des syndicats des employés de Radio-Canada ainsi que de divers organismes communautaires, il est décidé que Radio-Canada ferait construire un édifice dans la partie est du terrain qu'elle occupe.

## Construction
Le 23 novembre 2016, Radio-Canada annonce que l'ancien complexe est vendu au Groupe Mach et que le groupe Broccolini est chargé de construire la nouvelle maison de Radio-Canada, conçu par Béïque Legault Thuot Architectes (en), située au coin de l'avenue Papineau et du boulevard René-Lévesque Est,.

## Inauguration
Le projet est inauguré le 7 septembre 2022. Le transfert des employés vers la nouvelle Maison de Raison-Canada s'est fait graduellement; les derniers à avoir déménagé étant le personnel de la salle des nouvelles ainsi que la branche anglophone de la société, CBC.

## Œuvres d'art
La nouvelle MRC présente des murales de l’artiste Ianick Raymond intitulée Résonance des lieux, qui mettent en lumière des fragments d’histoire du quartier des Faubourgs, dont le Faubourg à m'lasse.

## Photos

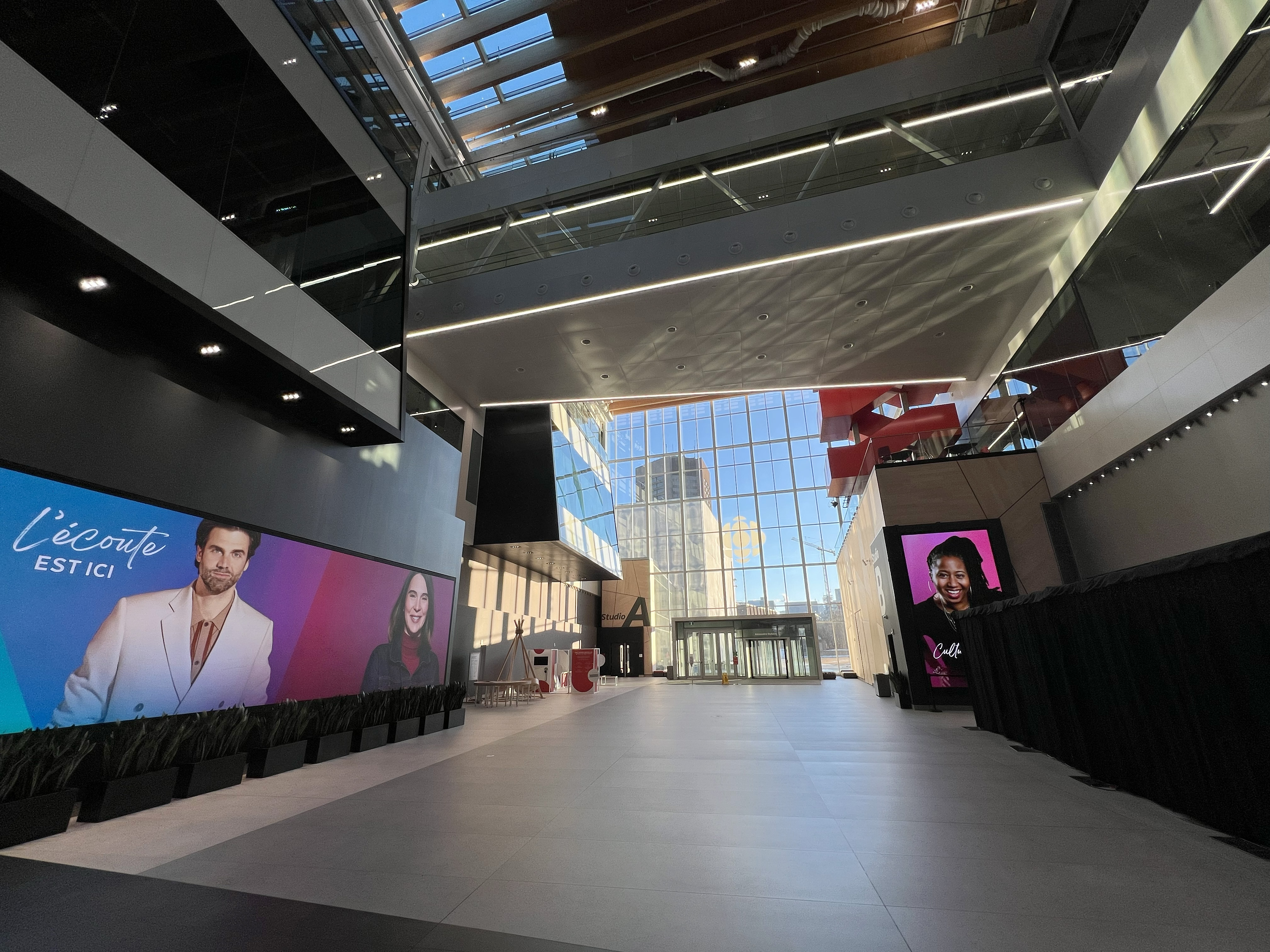
Atrium
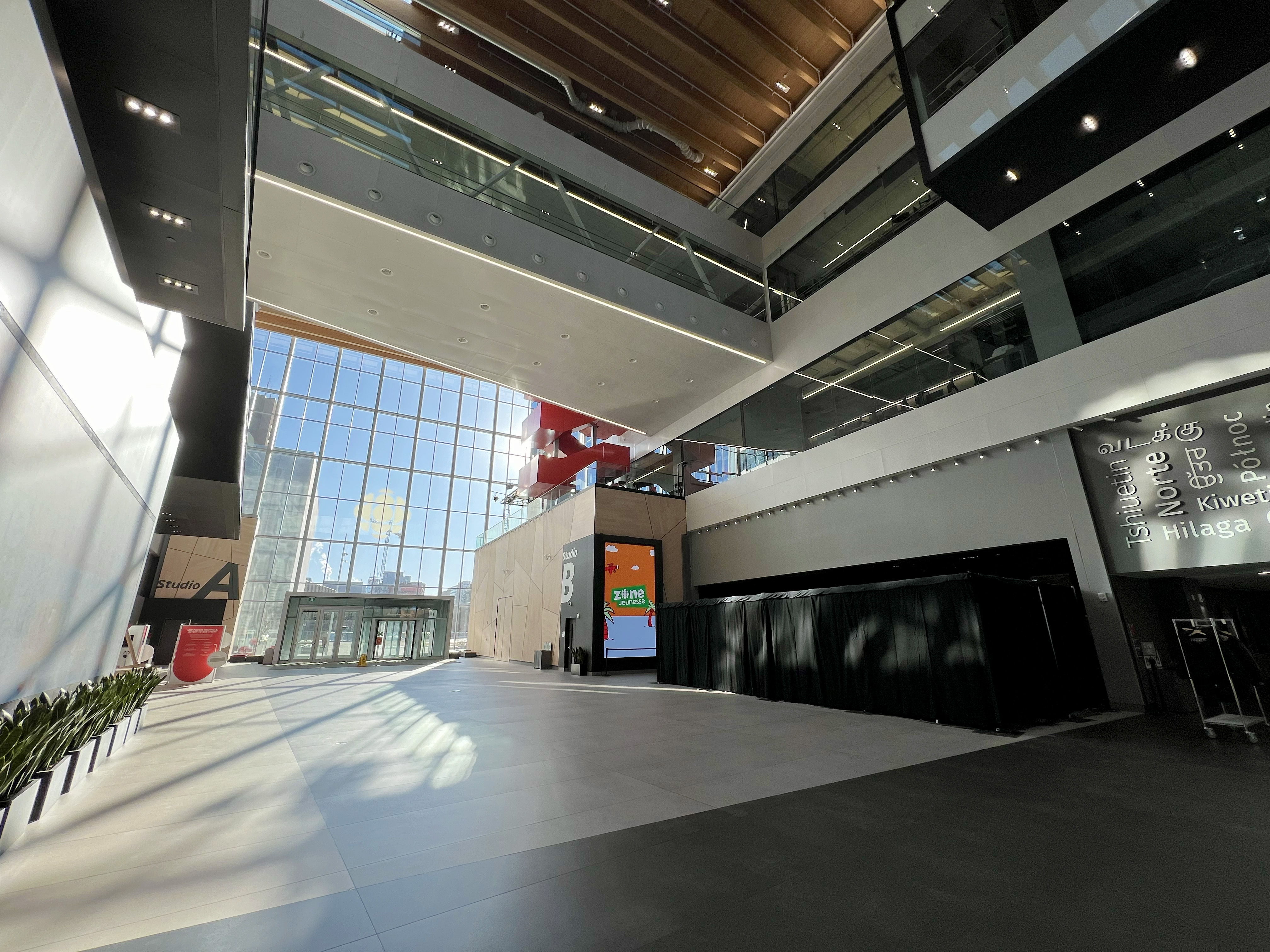
Atrium
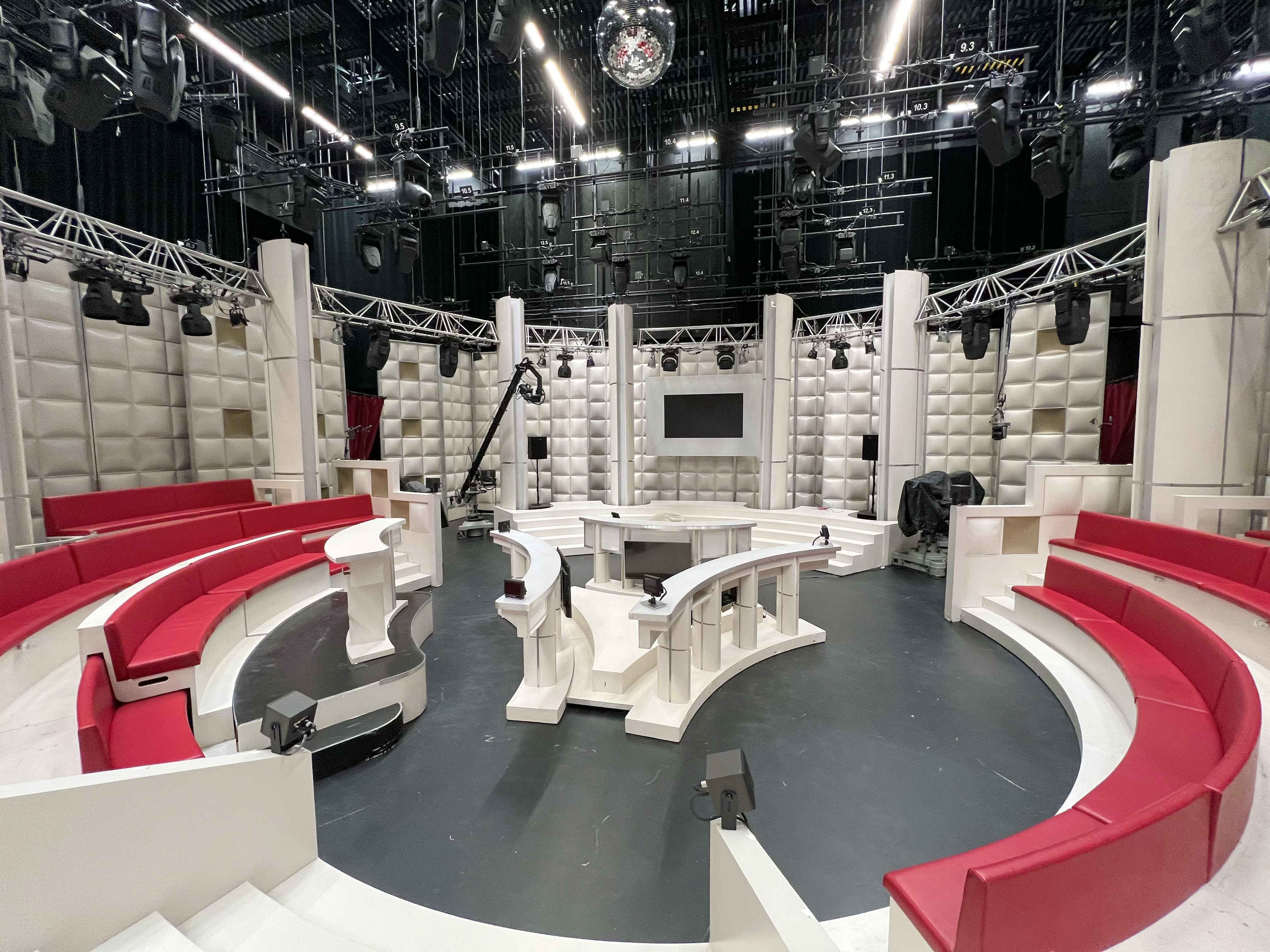
Studio A
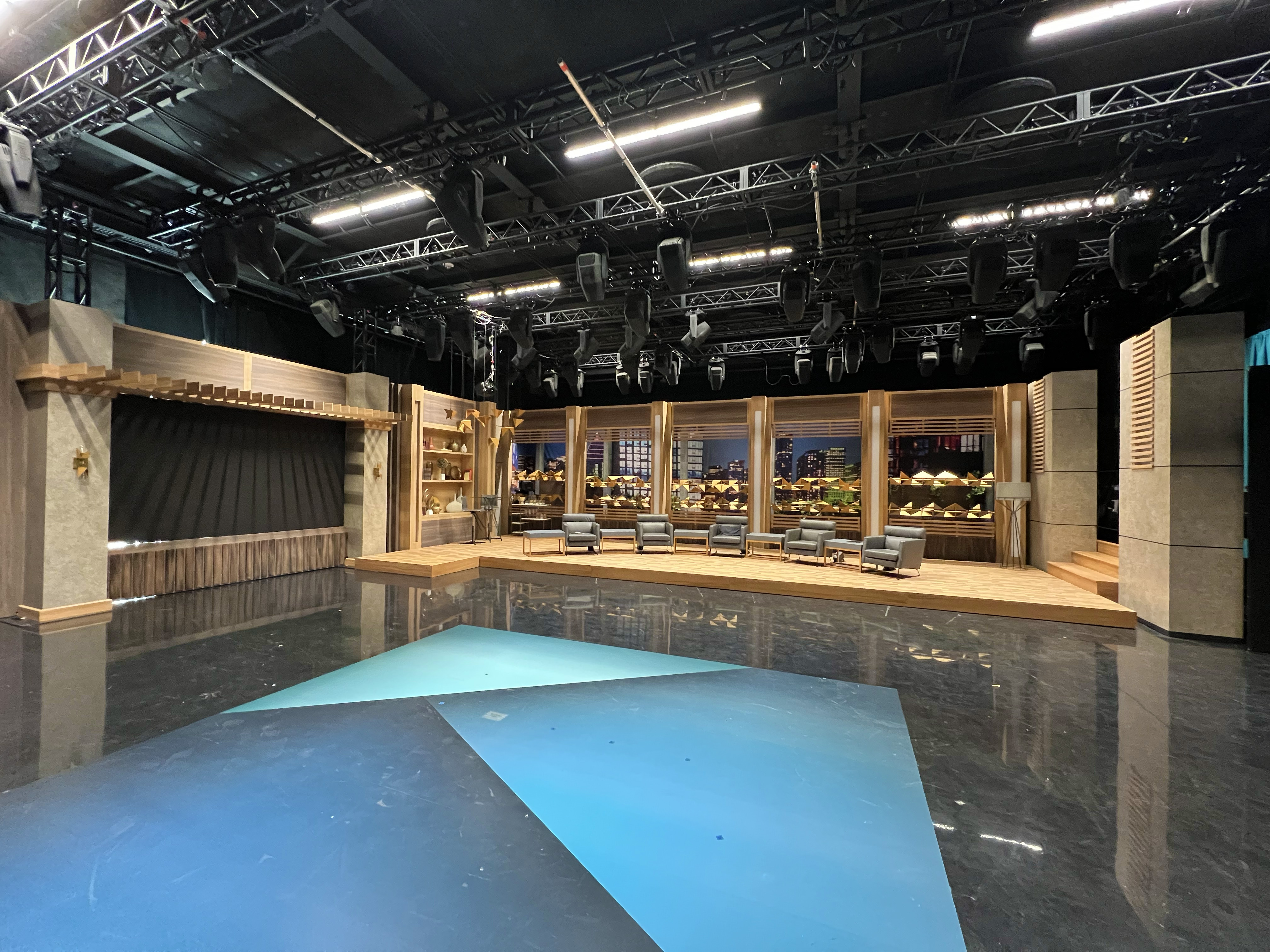
Studio B
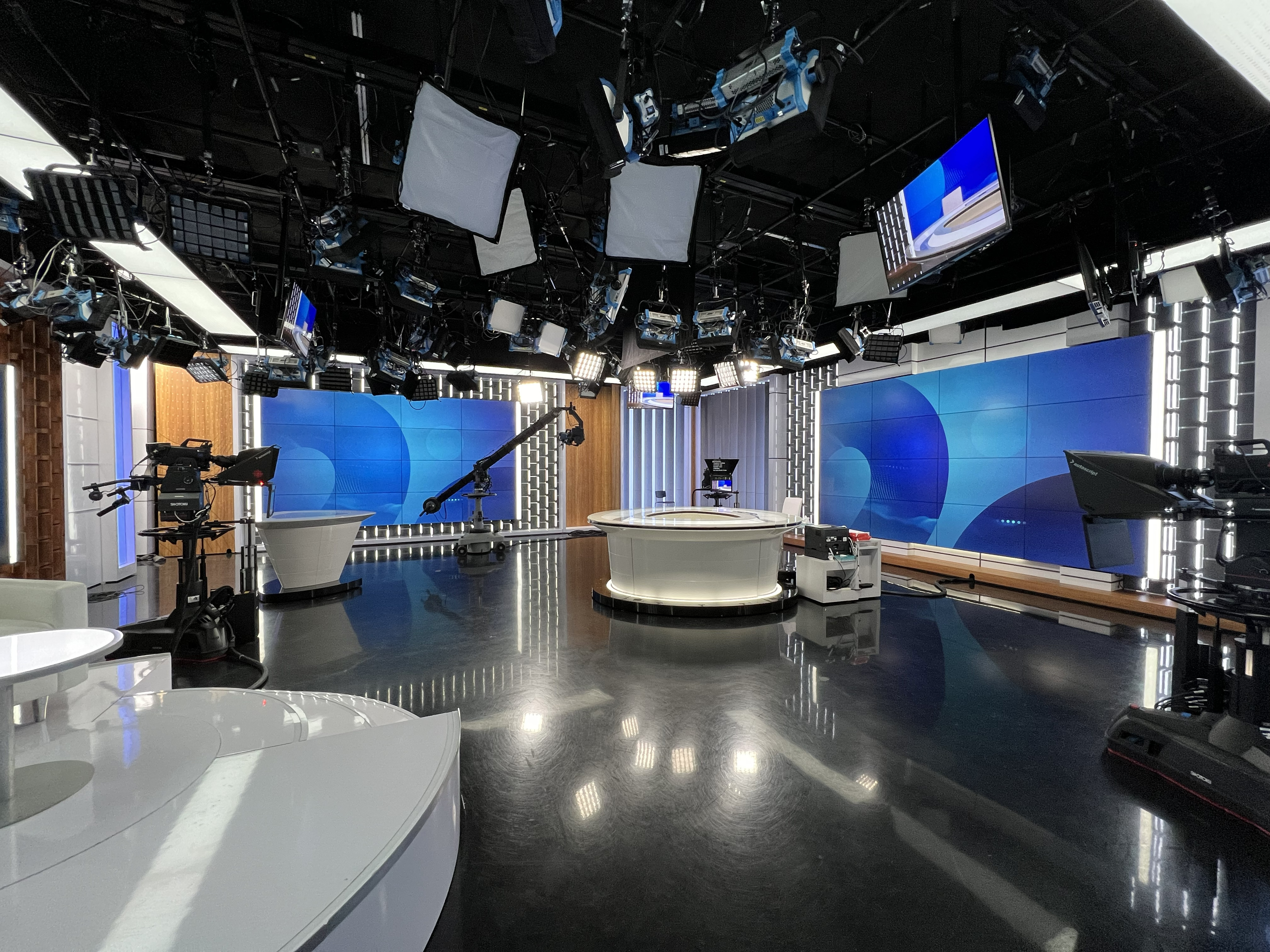
Studio D
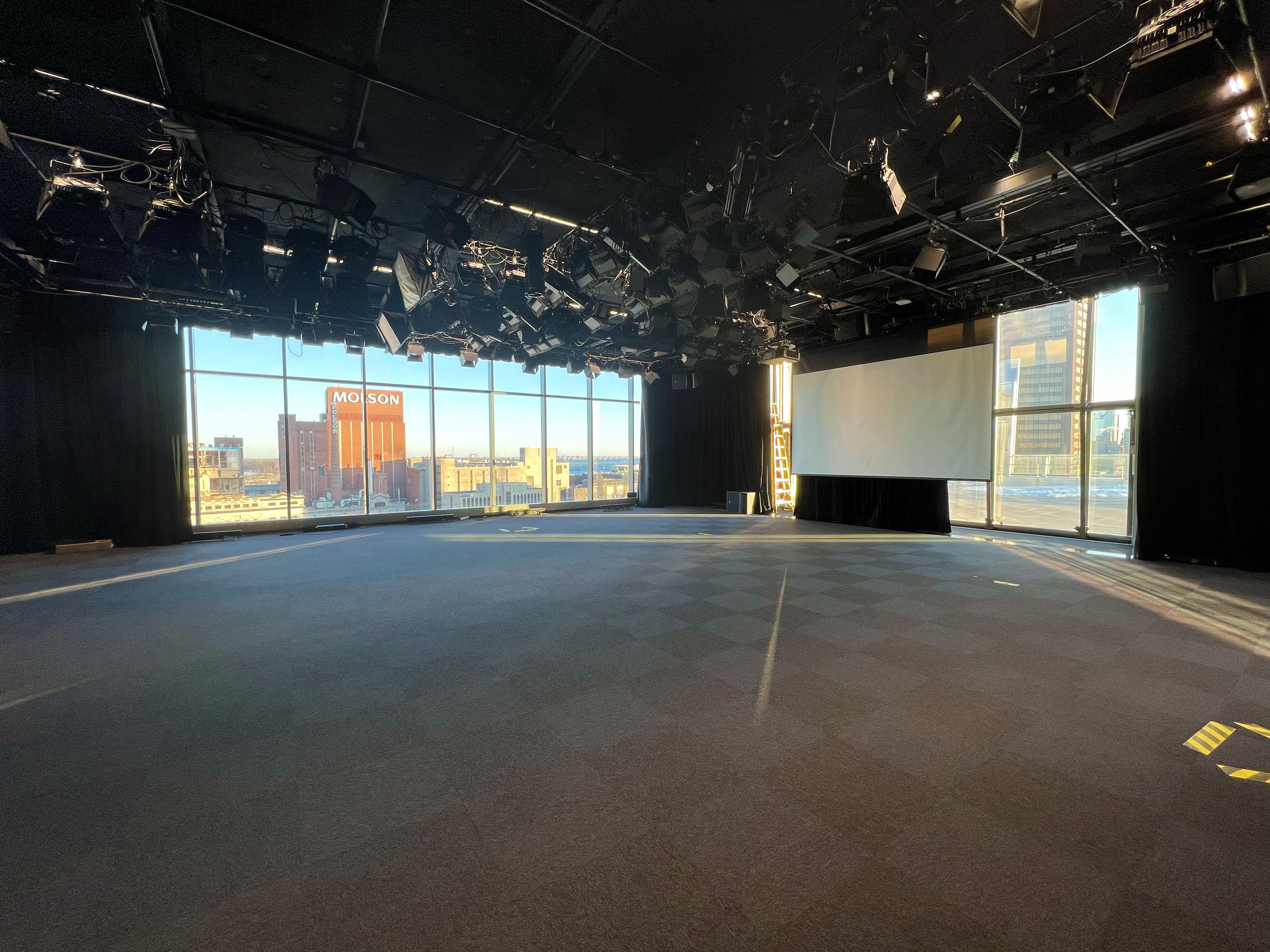
Studio R
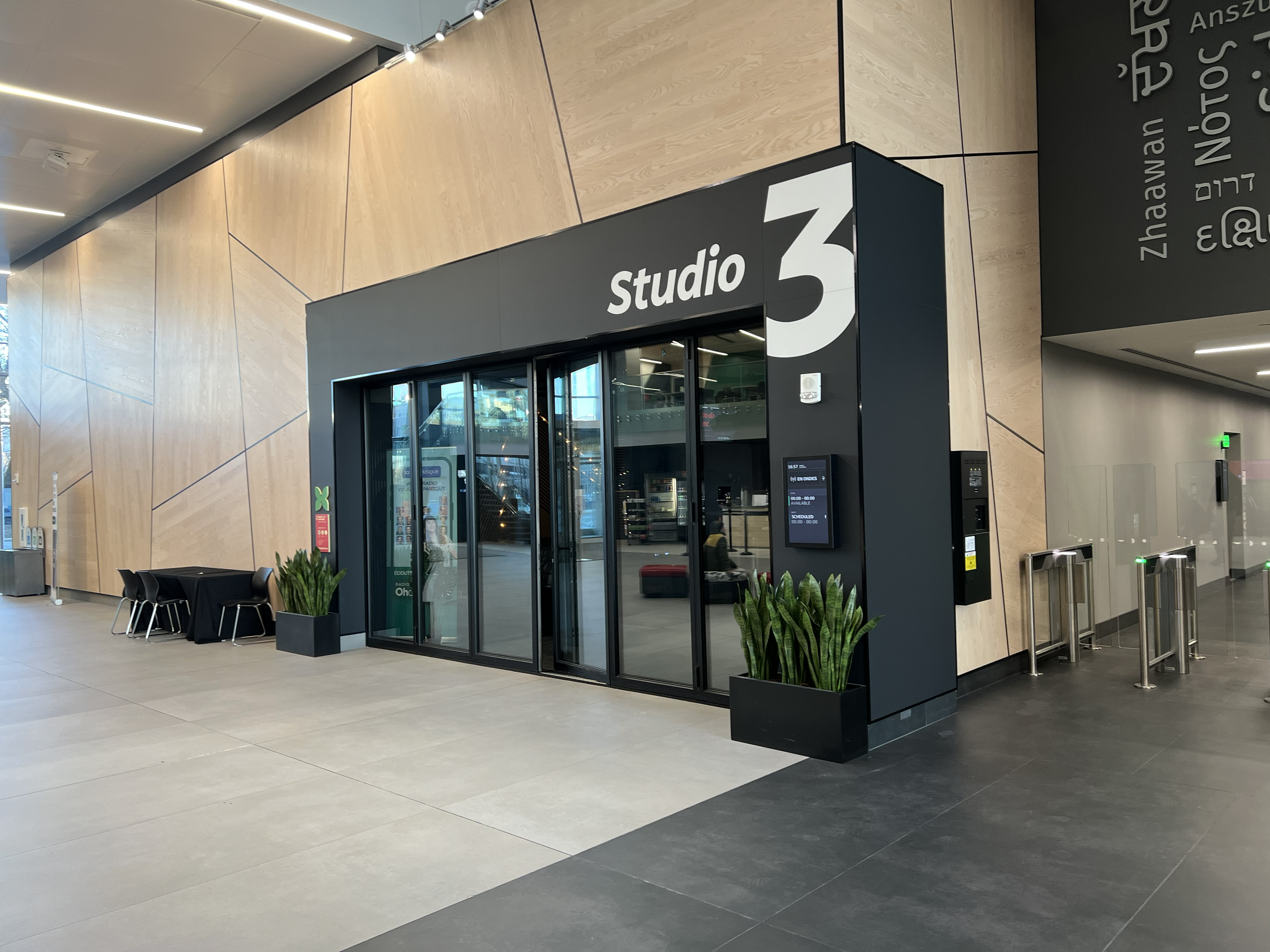
Studio 3